# Atrás/Além
Atrás/Além, estilizado como <atrás/além> é o quarto álbum de estúdio do grupo paulista O Terno. Lançado em 23 de abril de 2019, apresenta um sonoridade mais serena e calma em relação aos seus lançamentos anteriores.

## Faixas
| N.º            | Título                   | Duração |  |
| 1.             | "Tudo Que Eu Não Fiz"    | 3:49    |  |
| 2.             | "Pegando Leve"           | 4:41    |  |
| 3.             | "Eu Vou"                 | 3:18    |  |
| 4.             | "Atrás / Além"           | 4:11    |  |
| 5.             | "Nada / Tudo"            | 4:16    |  |
| 6.             | "Pra Sempre Será"        | 4:49    |  |
| 7.             | "Volta e Meia"           | 3:15    |  |
| 8.             | "Bielzinho / Bielzinho"  | 3:47    |  |
| 9.             | "O Bilhete"              | 4:10    |  |
| 10.            | "Profundo / Superficial" | 4:51    |  |
| 11.            | "Passado / Futuro"       | 4:59    |  |
| 12.            | "E no Final"             | 3:28    |  |
| Duração total: | Duração total:           | 49:38   |  |

## Equipe
- Tim Bernardes - produção, letra, vocais, piano e arranjos[3]
- Guilherme D'Almeida - baixo[3]
- Gabriel Basile - bateria e percussão[3]
- Shintaro Sakamoto - participação especial, vocais[3]
- Devendra Banhart - participação especial, vocais[3]
- Amilcar Rodrigues - trompete, bombardino e fliscorne[3]
- Arthur Decloedt - contrabaixo[3]
- Beto Montag - glockenspiel e vibrafone[3]
- Filipe Nader - souzafone[3]
- Douglas Antunes - trombone[3]
- Felipe Ventura - violinos[3]
- Ana Frango Elétrico - coro[3]
- Luiza Lian - coro[3]
- Maria Beraldo - coro[3]
- Maria Cau Levy - coro[3]
- Tulipa Ruiz - coro[3]
- Guilherme Nasser - direção[3]
- Chico Pedreira - produção executiva[3]
- Francesco Civita - produção executiva[3]